# Schönteichen
Schönteichen è una frazione del comune di Kamenz in Sassonia, in Germania.
Dal 1º marzo 1994 al 31 dicembre 2018 è stata comune autonomo e faceva parte, insieme a Kamenz, della comunità amministrativa (Verwaltungsverband) di Kamenz-Schönteichen.